# Stagira

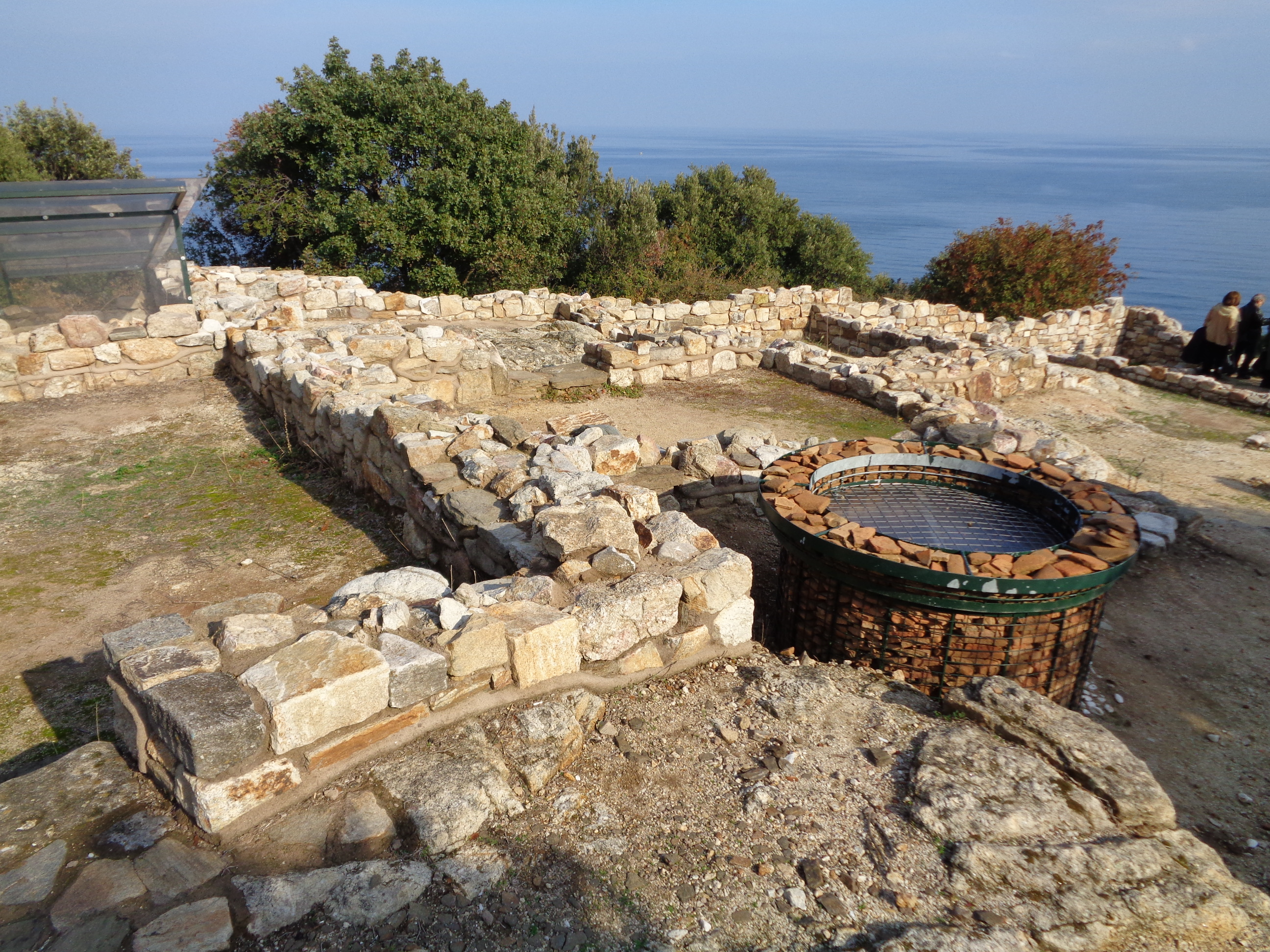
Pozostałości murów starożytnej Stagiry

Stagira, Stagejra (stgr.  Στάγιρα lub Στάγειρα, łac. Stagirus) – miasto starożytne na wybrzeżu Tracji, później macedońskie.

## W historii
Początkowo znane jako Stágejros, założone w 655 p.n.e. jako kolonia na Półwyspie Chalcydyckim przez jońskich osadników z Andros.
W 480 p.n.e. zajęte przez Kserksesa, później jako jeden z pomniejszych członków dołączyło do Symmachii Delijskiej, z której wystąpiło w 424 p.n.e. W trakcie pierwszej fazy II wojny peloponeskiej poddało się spartańskiemu Brazydasowi, z powodzeniem broniło się przeciwko ateńskim wojskom Kleona i zachowało autonomię. Podczas tzw. wojny olintyjskiej zburzone w 349 p.n.e. przez Filipa II Macedońskiego, lecz potem odbudowane na życzenie Arystotelesa, który w zamian podjął się wychowania jego syna, Aleksandra Wielkiego.
Od starożytności znane jako miejsce urodzenia Arystotelesa, zwanego Stagirytą (a także bliskich z jego rodziny), oraz Nikanora, dowódcy floty Aleksandra i zarządcy Indii. Zgodnie z legendą mieszkańcy mieli sprowadzić szczątki filozofa i pochować je w okazałym grobowcu oraz ustanowić ku jego pamięci igrzyska zwane Arystoteliami.

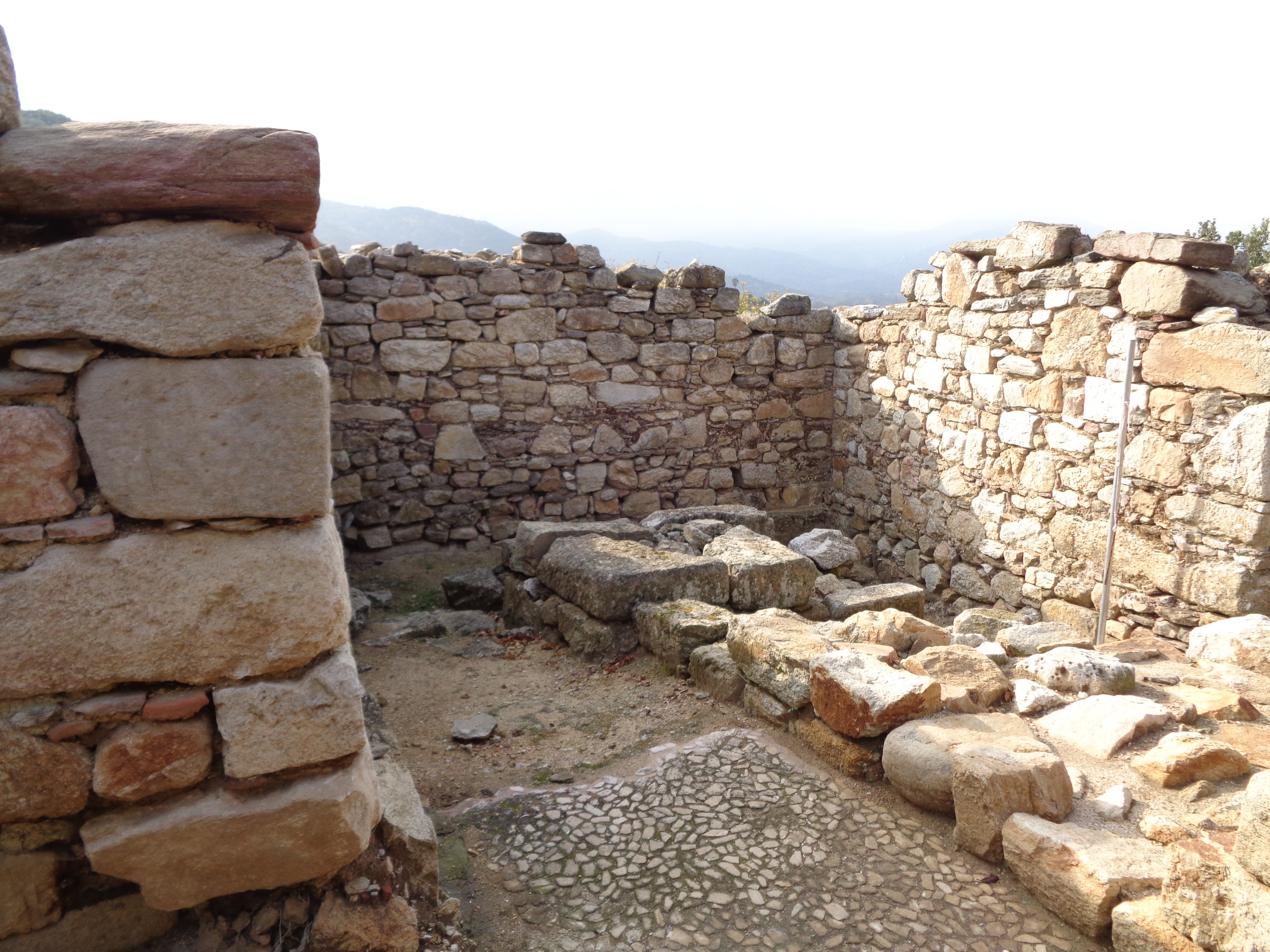
Tzw. grób Arystotelesa

W źródłach antycznych ośrodek miejski wymieniany jako Stágejros przez Herodota (Dzieje VII, 115), Tukidydesa (Wojna peloponeska IV, 88, 2), Strabona (Geografia VII, 331) i Plutarcha (Żywoty sławnych mężów, Aleksander 7, 3), z poświadczeniem u Diogenesa Laertiosa (Żywoty i poglądy słynnych filozofów V, 4), u Teofrasta (Historia filozofii 102) i Eliana (Różne opowieści III, 17). Znany także (pod nazwą Stá[n]gejra) z pism Ptolemeusza (Geografia III, 13,10 ) i Pliniusza (Historia naturalna IV, 17, XVI, 57).

## Stanowisko archeologiczne
Na terenie dostępnych do zwiedzania wykopalisk odkryto liczne obiekty miasta antycznego. Poza dobrze zachowanymi murami obronnymi z końca VI wieku p.n.e., także resztki budowli skupionych wokół agory (m.in. stoę), pozostałości archaicznego sanktuarium oraz domów mieszkalnych z okresu klasycznego i hellenistycznego wraz z miejskim wodociągiem. 
Obecnie pozostałości antycznej Stagiry usytuowane są ok. 25 km od węzła autostrady Egnatia Odos, poza letniskową miejscowością Olympiada i tuż przy szlaku wiodącym do Jerisos w kierunku Agion Oros (Athos). Współczesna wioska o tej nazwie (ngr. Στάγειρα) odległa jest o kilka kilometrów od ruin starożytnych i pochodzi z czasów bizantyjskich; niegdyś znana jako ośrodek wydobycia i hutnictwa rud srebra oraz z XVI-wiecznej mennicy sułtańskiej. Jedyne obiekty turystyczne miejscowości to historyczny kościół z 1814 r. i pomnik (rzekomo tam urodzonego) Arystotelesa.